# Николаевка (Полибинский сельсовет)
Николаевка (Городецкое) — село Полибинского сельского совета Бугурусланского района Оренбургской области.

## География
Деревня Николаевка расположена на правом берегу реки Малый Мочегай, в 10 км от с. Полибино и в 40 км от г. Бугуруслана.
Деревня Николаевка расположена, с одной стороны пойменная часть реки Малый Мочегай, с другой стороны расположены южные склоны Бугульминско-Белебеевской возвышенности. На данной возвышенности прозростают лесные массивы. Большую научную ценность и привлекательность имеют леса дубово-липовые с орешником, березовые, осиновые, изредка сосновые. В окрестностях деревни очень много родников, на основе родниковой воды с южной стороны деревни образовано небольшое озерцо.

## История
На карте 1805 года, данный населённый пункт значится как деревня, на карте 1912 года уже значится как село. Население деревни русские, мордва. Назначение — сельское хозяйство.